# Ghassira
Ghassira (în arabă غسيرة) este o comună din provincia Batna, Algeria.
Populația comunei este de 7.327 de locuitori (2008).